# Magazine7
Magazine7 è un programma televisivo italiano di genere rotocalco televisivo, in onda dal 2015 su LA7.

## Descrizione
Magazine7 è un programma televisivo di approfondimento settimanale che si occupa dei più svariati temi: moda, cucina, tecnologia, motori, arte e nuove tendenze.